# Bob Scott
Robert "Bob" Scott (4 d'octubre del 1928 a Watsonville, Califòrnia - 5 de juliol del 1954 Darlington, Carolina del Sud) va ser un pilot estatunidenc de curses automobilístiques. Scott va córrer a la Champ Car a les temporades 1952-1954 incloent-hi la cursa de les 500 milles d'Indianapolis d'aquests anys. Bob Scott va morir d'un accident disputant una cursa.

## Resultats a la Indy 500
| Any    | Cotxe  | Sortida | Vel. mitjana | Rànquing | Final  | Voltes | V. líder | Retirat      |
| ------ | ------ | ------- | ------------ | -------- | ------ | ------ | -------- | ------------ |
| 1952   | 93     | 25      | 133.953      | 31       | 29     | 49     | 0        | Coixinets    |
| 1953   | 29     | 11      | 137.431      | 7        | 31     | 14     | 0        | Pèrdua d'oli |
| 1954   | 27*    | -       | -            | -        | 18     | ?      | ?        | Va acabar    |
| 1954   | 74**   | -       | -            | -        | 25     | ?      | ?        | Suspensions  |
| Totals | Totals | Totals  | Totals       | Totals   | Totals | 63     | 0        |              |

| Curses       | 3 |
| Poles        | 0 |
| Voltes líder | 0 |
| Victòries    | 0 |
| Top 5        | 0 |
| Top 10       | 0 |
| Retirades    | 3 |

(*) i (**) Cotxe compartit.

## A la F1
El Gran Premi d'Indianapolis 500 va formar part del calendari del campionat del món de la Fórmula 1 entre les temporades 1950 a la 1960. Els pilots que competien a la Indy durant aquests anys també eren comptabilitats pel campionat de la F1.
Bob Scott va participar en 3 curses de F1, debutant al Gran Premi d'Indianapolis 500 del 1952 i participant en les de 1953 i 1954.